# Botyodes crocopteralis
Botyodes crocopteralis là một loài bướm đêm trong họ Crambidae.